# أونديكان
الأنديكان  هو أحد الألكانات الهيدروكربونية، وله الصيغة البنائية CH3(CH2)9CH3.

## وصلات خارجية
- شهادة بيانات أمان المواد – أونديكان
- أونديكان